# Pradejón
Pradejón és un municipi de la Rioja, a la regió de la Rioja Baixa. Limita al nord amb Monte Alto (474 msnm) i el riu Ebre; al sud amb les localitats de Calahorra, Autol i Quel; a l'est amb Murillo de Calahorra i els termes de La Plana i Valroyuelo (ambdós de Calahorra); i a l'oest amb els termes de Piñuela, Los Horcajos, Campo Viejo i Noceleón (ambdós d'El Villar de Arnedo i Arnedo).